# Maomé ibne Calide Axaibani
Maomé ibne Calide ibne Iázide Axaibani (Muhammad ibn Khalid ibn Yazid al-Xaibani) foi um governador e general árabe do Califado Abássida, ativo nas províncias caucasianas do califado no século IX.

## Vida

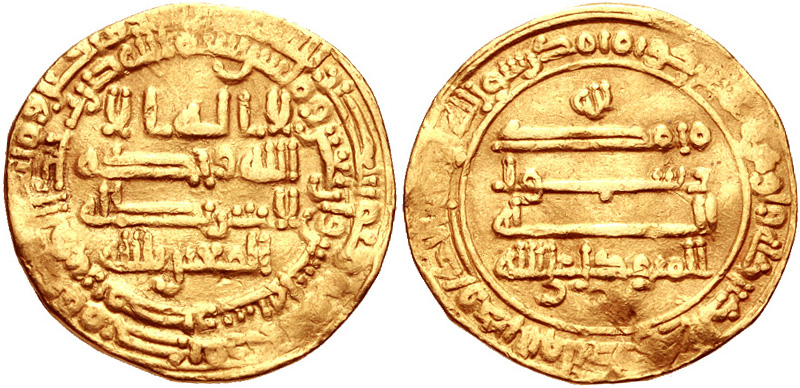
Dinar de ouro de Mutavaquil r.

Maomé foi um membro dos xaibanitas, originalmente de Diar Baquir no norte da Jazira (Mesopotâmia Superior), e neto de Iázide ibne Maziade Axaibani. Iázide e seus filhos estabeleceram-se a influência xaibanita sobre as províncias transcaucasianas do califado ao ocuparem repetidamente o ofício de governador (osticano) da Armênia (uma enorme província compreendendo Armênia, o Azerbaijão moderno, Ibéria e Arrã). Seu pai Calide serviu no mesmo ofício não menos que quatro vezes: em 813/814, 828–832, brevemente em 841 e novamente logo depois, morrendo em ofício ca. 844.
Maomé sucedeu-o em seu posto, continuando seu trabalho de supressão das várias rebeliões locais instigadas pelos príncipes muçulmanos e cristãos locais. Após sua demissão retornou para seus territórios ancestrais em Diar Baquir, porém acabou sendo renomeado osticano em 857, após a supressão sangrenta de uma grande rebelião armênia por Buga Alquibir. Ele recebeu o ofício novamente em 878, quando segundo Tomás Arzerúnio, ele tentou formar uma aliança com outros governantes muçulmanos locais como os caicitas para reduzir o poder ascendente do príncipe de príncipes Asócio I, o Grande (r. 856–890), mas foi derrotado e forçado a fugir do país. Foi o último xaibanita a governar a Armênia.
Segundo as fontes árabes medievais, Maomé fundou a cidade de Ganja em 859/860, assim chamada devido ao tesouro descoberto ali. Segundo a lenda, o governador árabe teve um sonho onde uma voz disse-lhe que lá havia um tesouro escondido sob uma das três colinas em torno da área onde ele acampava. A voz disse-lhe para desenterrá-lo e usar o dinheiro para fundar a cidade. Ele fez isso e informou ao califa sobre o dinheiro e a cidade. O califa Mutavaquil (r. 847–861) fez-o governador hereditário da cidade sob a condição de que ele daria o dinheiro encontrado ao califa.